# Alford (Massachusetts)
Alford város az USA Massachusetts államában, Berkshire megyében. Lakosainak száma 486 fő (2020. április 1.).

## Népesség
A település népességének változása:

| 2010 | 494 |
| 2020 | 486 |